# استجواب سقراطي

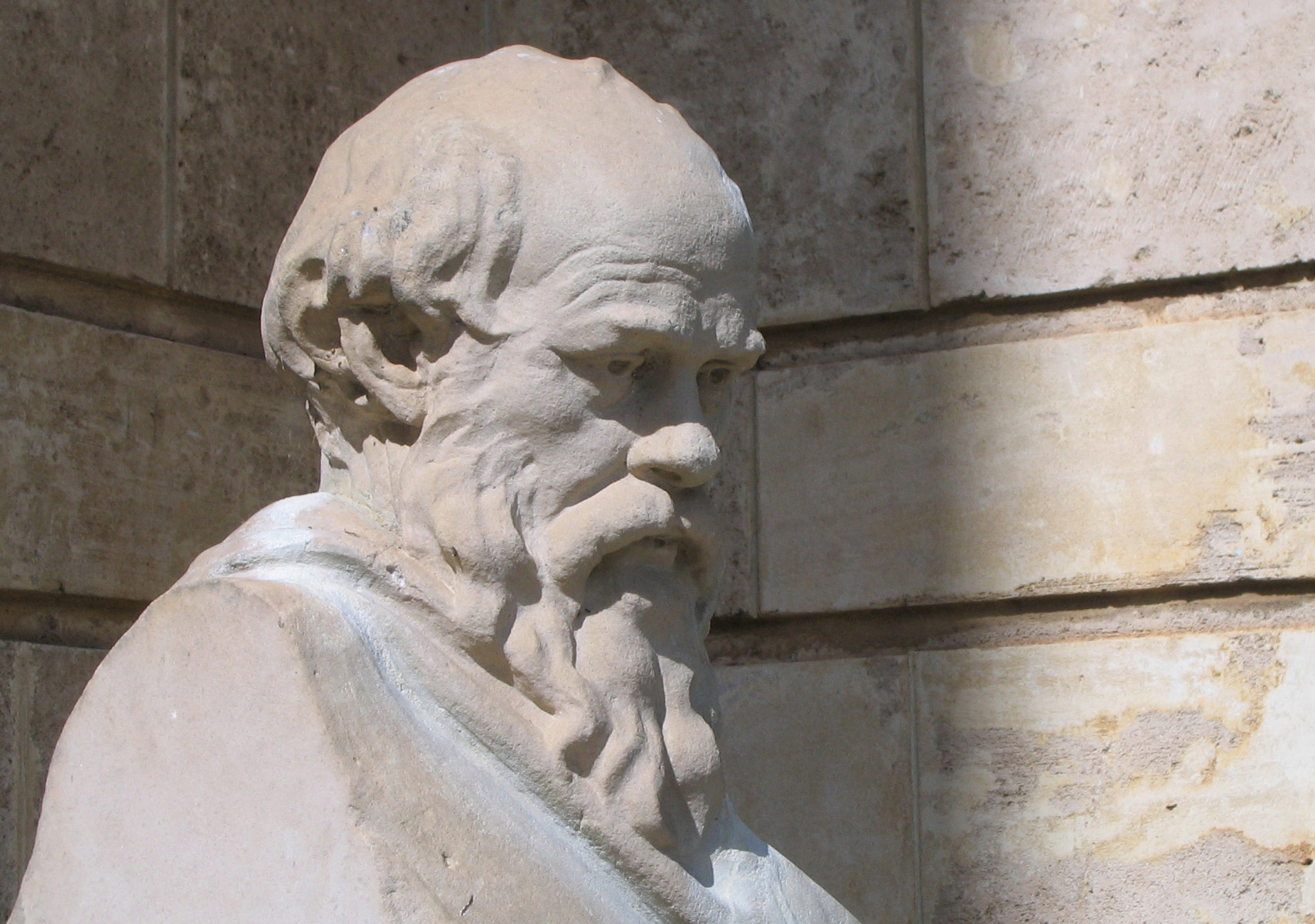

الاستجواب السقراطي هو استجواب منضبط يمكن استخدامه لمتابعة الفكر في عدة اتجاهات ولأغراض كثيرة منها: استكشاف الأفكار المعقدة للوصول إلى حقيقة أو فتح القضايا والمشاكل أو كشف الافتراضات أو تحليل المفاهيم لنميز بين ما نعرفه وما لا نعرفه أو متابعة الانطباعات المنطقية للفكر أو لتنظيم المناقشة. مفتاح التمييز بين الاستجواب السقراطي والاستجواب للاستجواب في حد ذاته هو أن الاستجواب السقراطي منهجي ومنضبط وعميق وعادة ما يركز على المفاهيم الأساسية أو المبادئ أو النظريات أو القضايا أو المشاكل.
ويُرجع إلى الاستجواب السقراطي في التدريس، وقد راج كمفهوم في التعليم خاصة في العقدين الماضيين. فالمعلمون أو الطلاب أو في الحقيقة أي شخص مهتم بسبر التفكير على المستوى الأعمق يمكن ويجب أن يكوِّن الأسئلة السقراطية والانخراط في تلك الأسئلة.

## علم التربية
عندما يستخدم المعلمون الاستجواب السقراطي في التدريس قد يكون الغرض منه سبر تفكير الطلاب لتحديد مدى معرفة الطالب في نقطة أو قضية أو موضوع معين أو لإعطاء نموذج للطلاب للاستجواب السقراطي أو لمساعدة الطلاب على تحليل مفهوم أو أسلوب من المنطق. ويُقترح وجوب تعلم الطلاب للاستجواب السقراطي المنضبط بحيث يبدءون في استخدامه كتفكير منطقي من خلال القضايا المعقدة وفي فهم وتقييم تفكير الآخرين وإدراك تداعيات ما يفكرون فيه أنفسهم والآخرون.
ففي عملية التدريس يمكن للمدرسين استخدام الاستجواب السقراطي لغرضين على الأقل:
- •	للسبر العميق لتفكير الطلاب أو لمساعدة الطلاب بالبدء في التمييز بين ما يعرفونه أو يفهمونه وما لا يعرفونه أو يفهمونه (ومساعدتهم لتطوير التواضع الفكري في هذه العملية).
- •	لتعزيز قدرات الطلاب لطرح الأسئلة السقراطية ولمساعدة الطلاب على اكتساب أدوات قوية من الحوار السقراطي وحتى يتمكنوا من استخدام هذه الأدوات في الحياة اليومية (في استجواب أنفسهم والآخرين). ولهذه الغاية يمكن للمدرسين نمذجة إستراتيجيات الاستجواب التي يرغبونها للطلاب لعمل المحاكاة والتوظيف. وعلاوة على ذلك يحتاج المعلمون لتعليم الطلاب كيفية مباشرة بناء وطرح الأسئلة العميقة. وأبعد من ذلك يحتاج الطلاب إلى الممارسة لتحسين قدراتهم الاستجوابية.

يوضح الاستجواب السقراطي أهمية الاستجواب في التعلم (في الواقع كان سقراط نفسه يعتقد أن الاستجواب هو الشكل الوحيد للتعليم الذي يمكن الدفاع عنه). حيث يوضح الفرق بين التفكير المنهجي والتفكير المجزأ. ويعلمنا البحث تحت سطح أفكارنا. وقيمة العقول الاستجوابية النامية في غرس التعلم العميق. كما يساعد دمج الأسئلة السقراطية بالطريقة التالية في الفصول الدراسية على إنتاج متعلمين نشطاء ومستقلين:
1. مساعدة الطلاب على توضيح أفكارهم
على سبيل المثال., ‘'لماذا تقول ذلك؟’, ‘'هل لك أن تشرح المزيد؟’
2. تحدي الطلاب حول الافتراضات
على سبيل المثال., ‘هل هذا هو الحال دائمًا؟’, ‘لماذا تعتقد أن هذا الافتراض محتمل هنا؟’
3. الدليل كأساس للحجة
على سبيل المثال., ‘'لماذا تقول ذلك؟’, ‘'هل هناك سبب للشك في هذا الدليل؟’
4. وجهات النظر والرؤى البديلة
على سبيل المثال., ‘ما هي الحجة المضادة لذلك؟’, ‘هل يمكن/أمكن لأحد أن يرى تلك الطريقة الأخرى؟’
5. التبعات والعواقب
على سبيل المثال., ‘لكن إذا حدث كذا..., ماذا يمكن أن يؤدي أيضا؟’, ‘كيف لكذا...أن يؤثر...?’
6. السؤال عن السؤال
على سبيل المثال., ‘لماذا طرحت أنا هذا السؤال حسبما تعتقد?’, ‘لماذا كان هذا السؤال مهمًا?’, ‘أي من أسئلتك أظهرت أنها مفيدة للغاية?’

يرتبط الاستجواب السقراطي ارتباطا وثيقا بفن التفكير النقدي لأن فن الاستجواب مهم لتميز الفكر. وما تضيفه كلمة «سقراطي» إلى فن الاستجواب هو الانتظام والعمق والاهتمام الالتزامي في تقييم الحقيقة أو منطقية الأشياء.
هذا ويشترك كل من التفكير النقدي والاستجواب السقراطي في غاية مشتركة. فالتفكير النقدي يقدم الأدوات المفاهيمية لفهم كيفية عمل العقل في سعيه للحصول على المعنى والحقيقة؛ يوظف الاستجواب السقراطي هذه الأدوات في صياغة الأسئلة الأساسية للسعي للمعنى والحقيقة.
والهدف التفكير النقدي هو إنشاء مستوى إضافي من التفكير لعقولنا وصوت قوي داخلي من المنطق الذي يراقب ويقيم ويعيد تشكيل - في الاتجاه الأكثر عقلانية - تفكيرنا وشعورنا وفعلنا. المناقشة السقراطية تغرس الصوت الداخلي من خلال التركيز الصريح على الاستجواب المنضبط الموجه ذاتيًا.

## علم النفس
استخدم الاستجواب السقراطي أيضًا في العلاج، وأبرز أنواع هذا العلاج أسلوب إعادة الهيكلة المعرفية في العلاج المعرفي، والعلاج النفسي بالبحث عن المعنى والعلاج النفسي الكلاسيكي لأدلير. الغرض هنا هو المساعدة لكشف الافتراضات والأدلة التي تعزز أفكار الناس فيما يتعلق بالمشاكل. وإليك مجموعة من الأسئلة السقراطية في العلاج المعرفي للتعامل مع الأفكار التلقائية التي تزعج المريض:
1. 1.	الكشف عن القضية: ‘ما هو الدليل الذي يدعم هذه الفكرة وما هو الدليل العكسي الدال على كونها صحيحة؟’
2. 2.	تصور بدائل منطقية: ‘ماذا يمكن أن يكون هناك من تفسير أو وجهة نظر أخرى لهذا الوضع؟ ولماذا أيضًا حدث ذلك؟’
3. 3.	دراسة العواقب المحتملة المختلفة: ‘ما هي النتائج الأسوأ والأفضل والتي يمكن احتمالها والأكثر واقعية?’
4. 4.	تقييم هذه التبعات: ‘ما هو تأثير التفكير أو الاعتقاد بهذا؟ ماذا يمكن أن يكون تأثير التفكير بشكل مختلف وعدم التمسك بهذا الاعتقاد؟’
5. 5.	التنائي: ‘'تخيل صديقًا محددًا أو أحد أفراد العائلة في نفس الوضع أو إذا ما نظروا إلى الوضع بهذه الطريقة فماذا يمكنني أن أقول لهم؟’

إن الاستخدام الحذر للاستجواب السقراطي يتيح للمعالج التصدي للحالات المتكررة أو المنفردة من التفكير غير المنطقي للشخص بينما يبقي وضعًا مفتوحًا ليحترم المنطق الداخلي لأفكار تبدو غير منطقية بالمرة.